# Aslı Çakır Alptekin
Asli Çakır Alptekin, (20 de agosto de 1985, Antalya) es una corredora de media distancia femenina turca actualmente suspendida por dopaje. Es una miembro de la escuela Üsküdar Belediyespor en Estambul, es entrenada por su marido, el corredor Ihsan Alptekin. Ella mide 168 cm (5,51 pies) de altura y pesa en competencia 50 kg (110 lb).

## Carrera
Çakır Alptekin ganó la medalla de oro en los 1.500 metros en los juegos Universitarios de Verano 2011 celebrado en Shenzen, China. También ganó la medalla de bronce en el evento de 1.500 metros en el Campeonato Mundial de Atletismo en Pista Cubierta de 2012 celebrado en Estambul. Çakır Alptekin rebajó en 6 segundos su mejor marca personal en los 1.500 metros con 3:56.62 en la reunión de la Liga Diamante en París el 6 de julio de 2012.
Su gran éxito fue seis semanas más tarde al ganar la medalla de oro en los Juegos Olímpicos de Londres 2012 en los 1.500 m.
En 2015 fue desposeída de todos esos títulos por dopaje y sancionada sin competir por un periodo de 8 años al encontrar "valores anormales" en análisis de sangre realizados entre julio de 2010 y octubre de 2012.